# Найя, Карло
Карло На́йя итал. Carlo Naya; 1816, Тронцано-Верчеллезе — 1882, Венеция) — итальянский фотограф, известный фотографиями Венеции, включая произведения искусства и виды города. Также он запечатлел процесс реставрации фресок Джотто в капелле Скровеньи в Падуе.

## Биография
Карло родился в Тронцано-Верчеллезе в 1816 году и получил юридическое образование в Пизанском университете, который он окончил в 1840 году. Наследство позволило ему путешествовать по крупным городам Европы, Азии и северной Африки, где он изредка фотографировал только из удовольствия. Около 1845 года он недолго проработал в Праге перед тем, как открыть свою студию в Стамбуле в следующем году, где он работал профессиональным дагерротипистом и предлагал свои услуги фотографа-портретиста. В 1857 году, после смерти своего брата, Карло возвращается в Италию и открывает свою студию в Венеции совместно с фотографом и оптиком Карло Понти. Через него Найя продавал свои работы. Вместе они успешно продавали фотографии ночных пейзажей, сделанные из утренних снимков путём подкрашивания вручную. Однако скоро они поссорились и Найя открыл свою собственную студию. В 1868 году он открывает большой фотомагазин на площади Сан-Марко, который вскоре составил конкуренцию предприятию Карло Понти. Во второй половине XIX века эти две студии считались передовыми предприятиями в сфере фотографии в Венеции. На момент смерти Найя в 1882 году Эдвард Уилсон, опытный и знающий писатель по фотографии, описал студию Найя как «крупнейшее предприятие, занимающееся фотографией, которое мы когда-либо видели, находящееся в старом палаццо по ту сторону Гранд-канала».
Найя и Понти оба были фотолетописцами туристических достопримечательностей Венеции. Из-за большой свободы передвижения туристов, желающих увидеть великолепие Италии, становилось всё больше. Они были готовы забрать с собой сувениры, чтобы показать их друзьям и семье, и чтобы они напоминали им о тех местах, где они побывали. Таким образом, фотограф с большим запасом негативных фотоснимков, изображающих здания, памятники, каналы, дворцы, виды на гавань и гондолы Венеции, был уверен в стабильном и надежном доходе на долгие годы.

## Галерея
- Мост Риальто (1875)
- Палаццо Вендрамин-Калерджи
- Рыбаки
- Регата на Гранд-канале, мост Риальто
- Уличный писец (около 1865 года)
- Лестница Гигантов во Дворце дожей
- Палаццо Контарини дель Боволо
- Собор Святого Марка
- Собор Санти-Мария э Донато